# Eduardo Schwank
Eduardo Jonatan Schwank (ur. 23 kwietnia 1986 w Rosario) – argentyński tenisista, reprezentant w Pucharze Davisa, olimpijczyk z Londynu (2012).

## Kariera tenisowa
Schwank karierę tenisową rozpoczął w roku 2005.
Przez pierwsze lata startował głównie w turniejach z cyklu ITF Men's Circuit osiągając regularnie sukcesy. W październiku 2008 roku wygrał swój pierwszy turniej rangi ATP Challenger Tour.
W roku 2010, w grze podwójnej Schwank w połowie lipca triumfował w rozgrywkach ATP World Tour w Stuttgarcie. Partnerem deblowym Argentyńczyka był Carlos Berlocq, a w finale pokonali parę Christopher Kas–Philipp Petzschner 7:6(5), 7:6(6). Ponadto w tym samym roku osiągnął finał debla wspólnie z Markiem Lópezem w Montpellier. W połowie maja Schwank wygrał z reprezentacją Drużynowy Puchar Świata. W singlu rozegrał dwa wygrane pojedynki przeciwko Niemcowi Andreasowi Beckowi i Francuzowi Paulowi-Henriemu Mathieu, z kolei w deblu również rozegrał dwa spotkania, ale wszystkie przegrał (grając w parze z Horacio Zeballosem) przeciwko Serbom Viktorowi Troickiemu i Nenadowi Zimonjiciowi, a potem z Bobem i Mikiem Bryanami.
Na przełomie maja i czerwca 2011 roku Schwank razem z Juanem Sebastiánem Cabalem doszli do finału wielkoszlemowego French Open. Po drodze wyeliminowali czołową parę w rankingu, Boba i Mike'a Bryanow. Mecz finałowy przegrali z Danielem Nestorem oraz Maksem Mirnym. We wrześniu Schwank wraz z Giselą Dulko awansowali do finału mikstowego US Open. Pojedynek finałowy zakończył się porażką argentyńskiej pary z Melanie Oudin i Jackiem Sockiem.
W marcu roku 2010 zadebiutował w reprezentacji podczas Pucharu Davisa w rundzie przeciwko Szwecji. Schwank przegrał swój singlowy pojedynek z Robinem Söderlingiem. Ostatecznie Argentyńczycy wygrali rywalizację 3:2. W edycji turnieju z 2011 roku Schwank awansował wraz z drużyną do finału, w którym Argentyna zagrała z Hiszpanią. Rywalizacja zakończyła się wygraną Hiszpanów 3:1, a Schwank zdobył dla zespołu punkt po wygranym deblowym pojedynku wspólnie z Davidem Nalbandianem z parą Feliciano López–Fernando Verdasco. W 2010 Schwank zdobył z reprezentacją Drużynowy Puchar Świata.
Latem 2012 zagrał w konkurencji gry podwójnej na igrzyskach olimpijskich w Londynie odpadając z rywalizacji w 1 rundzie wspólnie z Davidem Nalbandianem.
Najwyżej sklasyfikowany w rankingu singlistów był na 48. miejscu na początku czerwca 2010 roku, z kolei w zestawieniu deblistów w czerwcu 2011 roku zajmował 14. pozycję.

### Finały w turniejach ATP World Tour
| Legenda                                      |
| -------------------------------------------- |
| Wielki Szlem                                 |
| Igrzyska olimpijskie                         |
| Tennis Masters Cup / ATP Finals              |
| ATP Masters Series / ATP Tour Masters 1000   |
| ATP International Series Gold / ATP Tour 500 |
| ATP International Series / ATP Tour 250      |

#### Gra podwójna (1–2)
| Końcowy wynik | Nr | Data             | Turniej            | Nawierzchnia  | Partner              | Przeciwnicy                        | Wynik finału     |
| ------------- | -- | ---------------- | ------------------ | ------------- | -------------------- | ---------------------------------- | ---------------- |
| Zwycięzca     | 1. | 18 lipca 2010    | Stuttgart          | Ceglana       | Carlos Berlocq       | Christopher Kas Philipp Petzschner | 7:6(5), 7:6(6)   |
| Finalista     | 1. | 1 listopada 2010 | Montpellier        | Twarda (hala) | Marc López           | Stephen Huss Ross Hutchins         | 2:6, 6:4, 7–10   |
| Finalista     | 2. | 4 czerwca 2011   | French Open, Paryż | Ceglana       | Juan Sebastián Cabal | Maks Mirny Daniel Nestor           | 6:7(3), 6:3, 4:6 |

#### Gra mieszana (0–1)
| Końcowy wynik | Nr | Data             | Turniej            | Nawierzchnia | Partnerka    | Przeciwnicy             | Wynik finału      |
| ------------- | -- | ---------------- | ------------------ | ------------ | ------------ | ----------------------- | ----------------- |
| Finalista     | 1. | 11 września 2011 | US Open, Nowy Jork | Twarda       | Gisela Dulko | Melanie Oudin Jack Sock | 6:7(4), 6:4, 8–10 |